# San Dionisio del Mar (kommun)
San Dionisio del Mar är en kommun i Mexiko.   Den ligger i delstaten Oaxaca, i den sydöstra delen av landet, 600 km sydost om huvudstaden Mexico City.
Följande samhällen finns i San Dionisio del Mar:
- San Dionisio del Mar